# Beck Rezső
Beck Rezső dr. (Sümeg, 1928. február 25. – Kőszeg, 2002. október 4.) magyar repülőmodellező, sportvezető, elnök.

## Életpálya
1939-ben 10 éves korában ismerkedett meg a repülőmodellezéssel. 1952-ben részt vesz a Dózsa modellezőklub megalakításában. 1957-ben a Magyar Repülő Szövetség (MRSZ) felkérésére megszervezi a Modellezési osztályt, majd a Magyar Modellező Szövetséget. Ugyancsak ebben az évben megszervezi és megalakítja a budaörsi repülőtéren a Modellkísérleti Intézetet (MOKI), amely szabályzata szerint rendezi az ország klubjainak minősítését, egyéb kérdésekben hoz határozatot. Sportvezetőként nemcsak itthon irányította a modellezősportot, hanem 1962-től a Nemzetközi Repülőmodellező Bizottság (CIAM) technikai titkárság első vezetője, magyar tagja, 1969-től a CIAM és NAVIGA nemzetközi szervezetek tiszteletbeli elnöke.

## Sporteredmények
Versenyzőként az ötvenes évek legvégén aratta legnagyobb sikereit.
- 1958-ban ötszörös világbajnok, csapatvilágbajnok a 2,5 köbcentiméteres sebességi világbajnokságon.
- 1959-ben Európa-bajnok,
- többszörös magyar bajnok
  - 1952-ben lejtőmenti vitorlázómodellel lett először magyar bajnok,

## Sportvezető
A Magyar Modellező Szövetség első főtitkára. A Magyar Modellező válogatott kapitánya.

## Szakmai sikerek
Nemzetközi Repülőszövetség (franciául: Fédération Aéronautique Internationale) (FAI) 30. magyarként, az 1971-ben megtartott kongresszusán Paul Tissandier diplomát adományozott részére.

## Külső hivatkozások
- Beck Rezső. cavalloni.hu. [2013. április 4-i dátummal az eredetiből archiválva]. (Hozzáférés: 2012. május 5.)
- Beck Rezső. cavalloni.hu. [2014. január 14-i dátummal az eredetiből archiválva]. (Hozzáférés: 2012. május 2.)